# 大阿帕拉契山谷
大阿帕拉契山谷,又名大山谷或大山谷区域，是北美洲东部一处大型的地貌形态。它是由一系列山谷低地构成的巨型地槽，附属并以阿帕拉契亚山系为中心特征。该地槽北起加拿大的魁北克省，南至美国阿拉巴马州，绵延1200英里，自史前时期以来便是一条重要的南北交通要道。

## 地理特征
广义上说，大阿帕拉契山谷标记美国阿帕拉契山脉山谷地文区的东部边界，这儿包含许多诸如谢南多厄河谷这样的区域。从宏观尺度上看，大阿帕拉契山谷可分为南、北两大区域。

## 文化
大阿帕拉契山谷是整个阿帕拉契文化的核心地区，尤其是在中南部。